# Castelbianco
Castelbianco – miejscowość i gmina we Włoszech, w regionie Liguria, w prowincji Savona.
Według danych na rok 2004 gminę zamieszkiwało 287 osób, 20,5 os./km².